# Custódio Mesquita
Custódio Mesquita de Pinheiro (Rio de Janeiro, 25 de abril de 1910 — Rio de Janeiro, 13 de março de 1945) foi um compositor, pianista e maestro brasileiro.

## Morte
Custódio morreu em 13 de março de 1945 no Rio de Janeiro, a época Distrito Federal, devido a uma crise hepática.